# Legislativversammlung der Nordwest-Territorien

Wappen der Northwest Territories

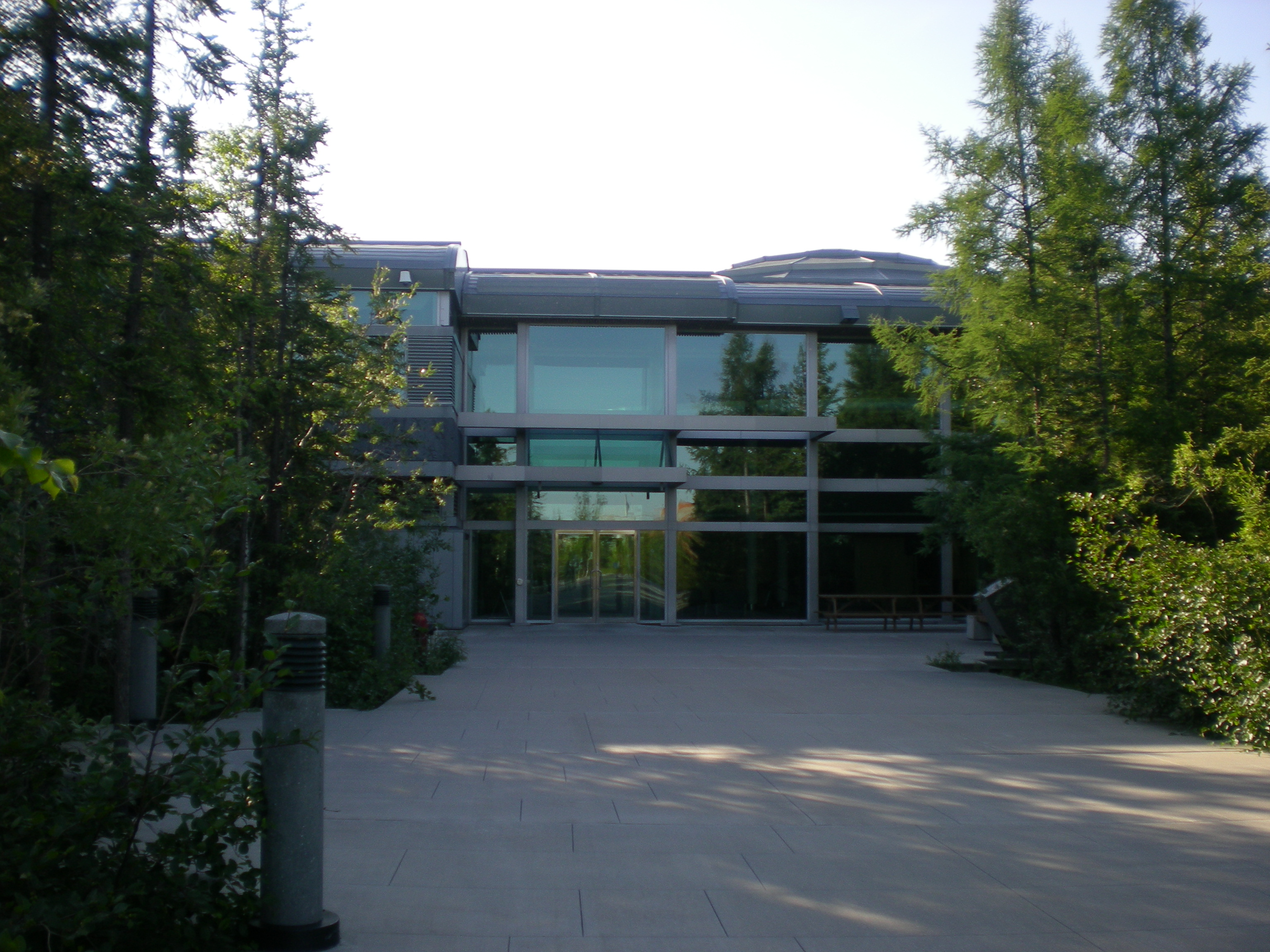
Gebäude der Legislativversammlung

Die Legislativversammlung der Nordwest-Territorien (englisch: Legislative Council of the Northwest Territories; französisch: Assemblée législative des Territoires du Nord-Ouest) ist die gesetzgebende Versammlung für die kanadischen Nordwest-Territorien. Hauptstadt der Nordwest-Territorien ist Yellowknife.
Die Zusammensetzung der aktuellen, der 20. Legislativversammlung der Nordwest-Territorien, beruht auf den Wahlergebnissen der Parlamentswahlen am 14. November 2023. Die nächste reguläre Wahl soll am 5. Oktober 2027 stattfinden.

## Geschichte
Die Nordwest-Territorien werden offiziell von einem Kommissar (Commissioner) regiert, der von der kanadischen Bundesregierung eingesetzt wird. Vor der Ausgliederung der Provinzen Saskatchewan und Alberta 1905 aus den Nordwest-Territorien hatte dieser den Rang eines Vizegouverneurs.
Die gesetzgebende Versammlung war zunächst als Temporary North-West Council  bekannt und wurde 1870 gegründet. Bereits seit 1881 existiert eine eigene Legislativversammlung (legislative assembly), deren Mitglieder zunächst bestimmt, dann ab 1951 gewählt wurden. Erst seit 1975 werden alle 19 Mitglieder durch Wahl bestimmt. Nunavut wurde am 1. April 1999 von den Nordwest-Territorien abgetrennt und bildet seither ein eigenständiges Territorium. Bis 2014 wurde die Versammlung nach Bundesrecht offiziell als „Legislativrat“ bezeichnet. Nach dem Territorialrecht der Nordwest-Territorien wurde sie jedoch als „Legislative Assembly“ bezeichnet. Die Bundesbezeichnung wurde bei der Neufassung des Northwest Territories Act im Jahr 2014 geändert. 

## Mitglieder und Aufgaben
Derzeit gibt es 19 Sitze in der Legislativversammlung. Der Vorsitzende ist der Speaker. Die Versammlung bestimmt einen Premierminister und ein Kabinett; sieben Abgeordnete werden dabei zu Kabinettsministern gewählt und bilden mit dem Premier das Executive Council of the Northwest Territories, der Rest bildet die Opposition. Politische Parteien gibt es jedoch nicht. 
Seit 1967, als Yellowknife Hauptstadt wurde, wurden immer mehr Zuständigkeiten vom Commissioner an die gewählte Regierung abgegeben, dieses Amt ist damit heute nur noch von symbolischer Bedeutung. Streitigkeiten gibt es aber bis heute um die Teilhabe an den Einnahmen aus Bodenschätzen zwischen der Bundesregierung und der Regierung der Territorien.
Rocky “R.J.” Simpson (* 1980) ist seit 2023 der 14. Premier der Northwest Territories.  Die Mehrheit der Mitglieder der Versammlung gehört heute den Ureinwohnern an.